# オリエント学
オリエント学（オリエントがく）とは、本来は地中海世界において「オリエント」と呼ばれていた地域の文化を研究する学問であった。特に欧米において「オリエント学」（英: Orientalism,Orientalics / 独: Orientalistik）は、欧州を視点とした世界観による名称であり、欧州から見てイスタンブールを境とする東側の地域を指しての「アジア」全域を扱い東洋学全般にあたった。アジア文化圏として北アフリカのイスラム文化圏も含まれていた。
しかし現在、欧米の大学では「オリエント学」は細分化されていて、例えば、中近東学（英: Near Eastern Studies)、トルコ学、インド・ペルシャ学、中央アジア学、中国・日本・朝鮮学、東南アジア学など個別の学会を持っている。一般的なオリエント学と区別が必要な時に「古代オリエント学」もしくは「狭義のオリエント学」と称される。現在では、米国の大学では「古代オリエント」研究は　差別用語としても使われる「オリエント」を避けて「古代中近東学」(英: Ancient Near Eastern Studies)と呼ぶのが一般的になったが、古代オリエント学研究施設で最も有名な、映画インディアナ・ジョーンズで彼の母校となっているシカゴ大学考古学部では、今も伝統のある名称オリエンタル・インスティトゥートを使っている。
本来オリエント学を意味する語であった「オリエンタリズム」は、近年のカルチュラル・スタディーズ・ポストコロニアル研究では、全く異なる意味を持つ。
日本においてオリエント学を専門とする研究者は、古代オリエント文明研究だけではなく、その後の現代までのマグレブ諸国から中近東の国々の文化、言語、歴史、政治、経済、社会生活に関する様々な研究を含んでいて、日本オリエント学会を中心に研究調査報告活動をしている。詳しくは、社団法人日本オリエント学会を参照。

## 研究対象
日本やアメリカで一般的な古代オリエント学の扱う「歴史的地域」は研究者の間で十分に合意が取りつけられているとは言えないが、一般には、古代オリエントと称する地域は、メソポタミアを中心に、東地中海沿岸地域（小アジア（またはアナトリア・トルコ）からレバノン・ヨルダン・シリア・イスラエル・パレスチナ）、アラビア半島諸国、そして東は、イラン/ペルシャから、西側と南端は、古代エジプト文明圏である。
オリエント学では、これらの地域の古典的文化（言語・歴史・文学・宗教・思想・芸術など）についての考古学的・文献学的研究である。時期的な研究対象としては古代が中心であり、それ故に、特に「古代オリエント学」と呼ばれる。古代オリエント学は、ヒエログリフ資料を扱うエジプト学と楔形文字資料を扱うアッシリア学に2大別される。この立場ではヒエログリフ・楔形文字による文化・文明が終焉した後の「オリエント」地域は研究対象に入らない、言換えると、ヘレニズム時代到来以前であり、前322年のアレキサンダー大王による遠征までとされている。
一方、対象とする時期の下限を延長し、古代以後のサーサーン朝時代やイスラーム化以降の時代もオリエント学の対象とみなす日本オリエント学会のような立場もある（その場合は古代オリエント学とは呼ばれない）。また、オリエント学の対象地域が今日中東・近東と呼ばれる地域とほぼ重なることもあって、対象時期を長くとる場合には中東学（中東研究）の領域と重複し、両者の区別がつきにくいこともある。

## 古代オリエント学の諸分野
オリエント学の中でより狭い地域の研究に特化した分野としては次のようなものがある。
アッシリア学
狭義のアッシリアのみならず、楔形文字を使用したオリエントの諸民族・諸国家すべてを対象とする。研究の進展により、今日ではさらに「（狭義の）アッシリア学」（アッカドとアッシリアの文化を扱う）、「シュメール学」「エラム学」「フルリ学」「ヒッタイト学」「ウラルトゥ学」「ウガリト学」などに細分化している。
エジプト学
7世紀のイスラーム化以前の（古代エジプト語による）エジプト文明を扱うが、特に新石器時代からアレクサンドロス大王による征服までを対象とする。
イラン学
広くイランの民族・文化全般を扱うイラン学はオリエント学よりも長い時期を研究対象としているが、楔形文字を使用した（アケメネス朝時代の）古代ペルシア語文化も扱っているため、この場合はオリエント学（もしくはアッシリア学）の一部門とみなされる。
ヘブライ学
オリエント学の一分野としては、ユダヤ教の成立史、古代ユダヤ民族史を扱う。
より対象時期を長くとり、イスラーム化以降も含めると、以下のような分野もオリエント学に含まれる。
- イスラーム学
- アラビア学
- トルコ学

## 研究史
以下、考古学を中心とした古代オリエント学史の年表を示す（周辺地域の主要なものも含んでいる）。
- 1799年 - エジプトでロゼッタ・ストーンが発見される。
ナポレオンのエジプト遠征の際に発見された。
- 1822年 - シャンポリオン (Jean-François Champollion, 仏) がロゼッタ・ストーンの解読結果を発表。
- 1835年 - ヘンリー・ローリンソン (Henry Rawlinson, 英) がベヒストゥン碑文の楔形文字を解読。
- 1840年代 - ポール・エミール・ボッタ (Paul-Émile Botta, 仏) がコルサバード (ドゥル・シャルキン Dur-Sharrukin)を発掘。
サルゴン2世の造営した都市。ボッタは当初、アッシリアの首都ニネヴェと推測した。
- 1845年 - ヘンリー・レイヤード (Austen Henry Layard, 英) がニムルドを発掘。
アッシリアの都市遺跡。
- 1847年 - ヘンリー・レイヤードがアッシリアの首都ニネヴェを発掘。
イギリス・フランスの間で激しい発掘競争が起こった。アッシュールバニパル王の文書館の発見でアッシリア学がおこった。
- 1870年 - シュリーマン (Heinrich Schliemann, 独)、トロイ遺跡 (イリオス)の発掘を開始。
古代ギリシアの都市遺跡。
- 1887年 - ペンシルベニア大学 (米) の調査隊が ニップルの発掘を開始。
シュメールの都市遺跡。アメリカの古代オリエント遺跡の調査が本格化。大量の粘土板が出土した。
- 1887年頃 - アマルナ文書が発見される。
古代エジプトの粘土板文書。現地の農民によって偶然発見され、市場で売られ始めた。その後、1891年に本格的な調査がはじまった。
- 1899年 - ロベルト・コルデヴァイらドイツ考古学隊がバビロンの本格的な調査を開始。
メソポタミア文明の中心地の１つ。イシュタル門など。
- 1900年 - アーサー・エヴァンズ (Arthur Evans, 英)がクノッソスを発掘。
ミノア文明の遺跡。ヨーロッパ地域で最古の文明とされる。
- 1906年 - ユーゴ・ヴィンクラー (Hugo Winckler, 独)がボアズキョイの発掘を開始。
ヒッタイトの中心地。
- 1909年？ - スサの遺跡からハンムラビ法典を記した碑文が発見される。
- 1912年 - ドイツ考古学隊がウルクの本格的な調査を開始。
シュメールの都市遺跡。
- 1922年 - ハワード・カーター (Howard Carter, 英) らが、ツタンカーメン王の墓を発見。
古代エジプトの王墓。盗掘を免れた奇跡的なもの。
- 1922年 - ウルの発掘が本格的に始まる。
シュメールの都市遺跡。レオナード・ウーリーや米ペンシルベニア大学の調査隊が調査。
- 1928年 - ウガリットが偶然発見される。
シリア地方北部の地中海沿岸の交易都市遺跡。その後の発掘でウガリト語で書かれた粘土板が出土した。
- 1933年 - マリ遺跡が発見される。
シリアの都市遺跡。大量の粘土板 (マリ文書) が発見された。
- 1952年〜1958年 - キャスリーン・ケニヨン (Kathleen Kenyon)らがエリコを調査し、紀元前8000年紀の集落を発掘。
パレスチナの古都市。
- 1950年代 - 東京大学の考古学調査隊がテル・サラサートを発掘調査。
- 1959年 - エジプトでアスワン・ハイ・ダムの建設がはじまる。
水没地域にあるアブ・シンベル神殿を移転することになった。
- 1961年 - ジェームス・メラート (James Mellaart)らによるチャタル・ヒュユク遺跡の発掘開始。紀元前7500年頃。
アナトリア（トルコ）地域の都市遺跡。
- 1968年 - ローマ大学の考古学隊がエブラ遺跡から大量の粘土板を発見。
シリア地方の都市遺跡。